# British Touring Car Championship 1994

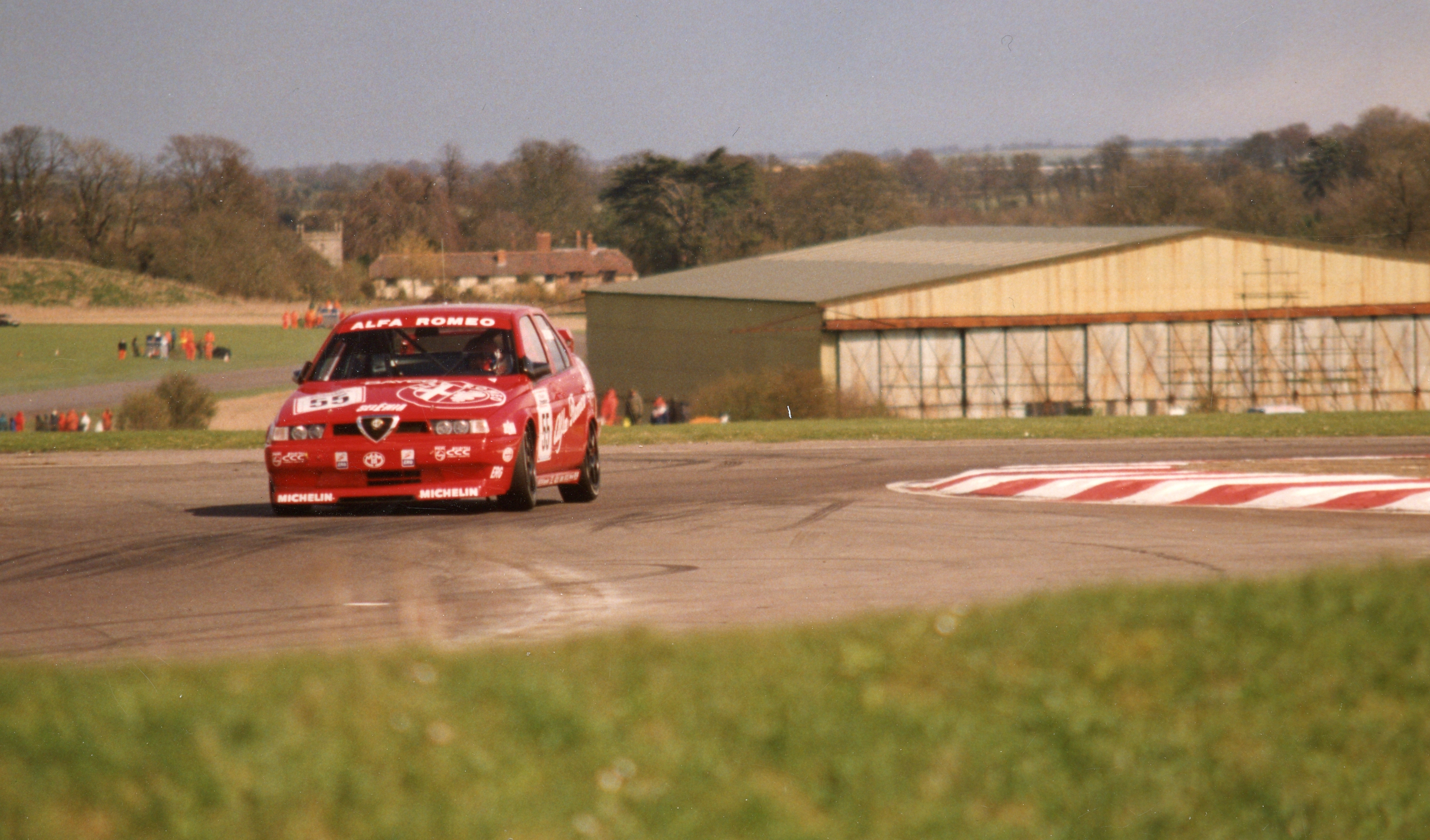
Gabriele Tarquini vann förarmästerskapet.

British Touring Car Championship 1994 var den 37:e säsongen av det brittiska standardvagnsmästerskapet, British Touring Car Championship. Säsongen kördes över 21 race och mästare blev Gabriele Tarquini, vilket var hans första standardvagnstitel.

## Tävlingskalender
| Bana                            | Segrare (Race 1)   | Märke      | Segrare (Race 2)   | Märke      |
| ------------------------------- | ------------------ | ---------- | ------------------ | ---------- |
| Thruxton Circuit                | Gabriele Tarquini  | Alfa Romeo | -                  | -          |
| Brands Hatch                    | Gabriele Tarquini  | Alfa Romeo | Gabriele Tarquini  | Alfa Romeo |
| Snetterton Motor Racing Circuit | Gabriele Tarquini  | Alfa Romeo | -                  | -          |
| Silverstone Circuit             | Gabriele Tarquini  | Alfa Romeo | Paul Radisich      | Ford       |
| Oulton Park                     | Alain Menu         | Renault    | -                  | -          |
| Donington Park                  | John Cleland       | Vauxhall   | John Cleland       | Vauxhall   |
| Brands Hatch                    | Gabriele Tarquini  | Alfa Romeo | Gabriele Tarquini  | Alfa Romeo |
| Silverstone Circuit             | Joachim Winkelhock | BMW        | -                  | -          |
| Knockhill Racing Circuit        | Alain Menu         | Renault    | Steve Soper        | BMW        |
| Oulton Park                     | Joachim Winkelhock | BMW        | -                  | -          |
| Brands Hatch                    | Joachim Winkelhock | BMW        | Joachim Winkelhock | BMW        |
| Silverstone Circuit             | Tim Harvey         | Renault    | Gabriele Tarquini  | Alfa Romeo |
| Donington Park                  | Paul Radisich      | Ford       | Giampiero Simoni   | Alfa Romeo |

## Slutställning
| Plats | Förare             | Märke      | Poäng |
| ----- | ------------------ | ---------- | ----- |
| 1     | Gabriele Tarquini  | Alfa Romeo | 298   |
| 2     | Alain Menu         | Renault    | 222   |
| 3     | Paul Radisich      | Ford       | 206   |
| 4     | John Cleland       | Vauxhall   | 177   |
| 5     | Giampiero Simoni   | Alfa Romeo | 156   |
| 6     | Joachim Winkelhock | BMW        | 147   |
| 7     | Steve Soper        | BMW        | 102   |
| 8     | Patrick Watts      | Peugeot    | 98    |
| 9     | Tim Harvey         | Renault    | 77    |
| 10    | Jeff Allam         | Vauxhall   | 76    |